# Khénifra
 (novembre 2016).
Khénifra (en arabe : خنيفرة ; en berbère :اخنيفرة ) est une ville du Moyen Atlas central au Maroc, nommée la « Ville rouge » en référence à la couleur rougeâtre peinte sur les façades des habitations de la ville, ou « Khénifra la zaïane » car elle a été bâtie sur les deux rives basaltiques de l'Oum Errabia et le dir.
La ville est sur un piémont versant septentrional le plateau central, le Moyen Atlas (Fazaz) et la partie ouest du Moyen-Atlas, capitale des Zayanes,. Avec une superficie globale de 12 320 km2 (selon l'ancien découpage régional au Maroc, avec les provinces de Midelt), Khénifra fait partie de la région Béni Mellal-Khénifra instaurée en 2015. Elle regroupe actuellement l'ancienne région de Tadla-Azilal, la ville de Khouribga, de Fquih Ben Salah et les provinces de Khénifra. Son axe routier important est la route nationale 8, anciennement nommée route impériale 24. Elle permet de rejoindre Meknès, Marrakech, Fès et les provinces de Khénifra.
Les Aït Oumalou sont un ensemble de peuples Amazighes de même souche qui occupaient un immense territoire compris entre Tadla au sud et Sefrou au nord. Ils étaient réputés indomptables, avides d'indépendance. Ils étaient connus historiquement avec leurs alliés Zayanes pour leurs nombreuses guerres, la plus célèbre est la bataille d'Elhri contre le colonel Laverdure à 15 km de Khénifra près du village d'Elhri, le 13 novembre 1914,.
L'activité économique de la ville est dominée par le secteur tertiaire (43,2 %). Le milieu rural y représente près de 76 % du chiffre d'affaires global économique. Khénifra est considérée comme une destination privilégiée pour le tourisme écologique, connue par la beauté de ses montagnes aux couleurs rougeâtres, de ses grands lacs et par ses forêts de cèdres, notamment la forêt d'Ajdir Izayane.

## Toponymie
L'origine du nom de Khénifra est interprétée différemment :
l’interprétation la vraie semblable est que khénirra est un mot grammaticalement arabe et dérive de la langue arabe et qui signifie « au milieu des reliefs ». Le mot « khnfr » en arabe signifie engouffré dans un milieu, notamment un milieu caché entre les reliefs.
Khénifra est la dérivation du verbe arabe « khnfr » mais qui fut introduit aussi en dialecte ziyani et qui signifierait aussi en Tazayit « tenir énergiquement », « Khanfar Aryaz », en raison d'un fait historique. À un moment donné, la ville a été prise de force par le clan Imahzane qui avait chassé les Ait Bouhaddous une tribu Zayane. Pour manifester leur hégémonie sur la ville, les Zayanis firent de Khénifra une zone de contrôle pour les non-Zayanis. Ils établirent un système pseudo « douanier » pour les transitaires qui furent obligés de payer une taxe. Lors de l'instabilité politique (Siba), les caravanes du Makhzen venant de Marrakech pour Fès sont contraintes de payer une rançon pour assurer la sécurité du transit.
Selon une autre version anecdotique, l'étymologie proviendrait de l'histoire d'un homme fort qui agressait les passants. Akhanfer est le nom d'une lutte berbère assimilée au catch et largement pratiquée dans le Moyen Atlas Tamoughzilt en Tazayit. Le toponyme désigne le lieu où se déroule le jeu.
Selon une autre version, Khénifra serait un mot composé de khenig (passage) et ifra (grotte), c'est-à-dire un passage étroit. Khénifra tire également son nom de sa géomorphologie en raison de son enclavement entre quatre montagnes : « Al Hafra ».
Aussi de la coloration rougeâtre de sa terre, un autre nom lui est attribué, Khnifra AlHamra : « Khénifra la Rouge ».

## Géographie

### Situation
Située dans le Dir marocain, perchée à 830 m d’altitude, sur les bords du fleuve Oum Errabia, dans le couloir encombré de coulées basaltiques qui sépare le Moyen Atlas de la Mesata (Plateau Central Marocain), Khénifra se présente comme une cité rouge, reflet de la couleur des sols argileux qui l’entourent.
Khénifra est située à l'extrémité ouest du Moyen Atlas, sa position géo-morphologique représente une cuvette entourée de quatre grandes montagnes, Bamoussa à l'ouest, Akllal à l'est, Bouhayyati au nord (Table Zayan) et Jbel Lahdid (ou Bouwazal : montagne de fer en berbère) au sud. La ville est traversée par le fleuve Oum Errabiaa ou Oum Erebia. La construction de la bourgade Khénifra remonte au début du XIXe siècle, n'est pas une coïncidence mais un atout stratégique vu sa position entre deux pôles urbains au nord, à savoir celui de Meknès (capitale à l'époque), Fès et celui de Marrakech qui représentait un pôle économique rayonnant et un marché prospère. Au Moyen Âge, la zone de Khénifra constitue un axe caravanier de chameaux entre Fès et Marrakech.
Sa position géographique lui confère une situation privilégiée, elle se trouve sur la Route nationale 8 (ancien axe routier emprunté par les caravanes des sultans Alaouites, nommée route impériale) à 170 km de Fès, à 320 km de Marrakech et à 138 km de Midelt axe reliant le Moyen et le Haut Atlas oriental facilitant l'accès vers la haute Moulouya d'une part et la porte du Sahara par Errachidia et à 262 km de Casablanca : axe routier stratégique reliant le Moyen Atlas central au bassin d'Oum Errabiaa à partir des plaines fertiles de Tadla jusqu'à la côte atlantique. Au niveau de Khénifra (cette rivière est alimentée par oued Srou, oued Bouzakour, Oued Chbouka et Oued Ouaoumana) et la côte atlantique.
Dans le journal français Le Matin du 16 décembre 1929, Khénifra est décrite comme suit : « l'Oum Errabia divise la ville en deux : rive gauche, ville indigène que relie, par-dessus l'oued, un beau pont à dos d’âne à la ville européenne que domine la grande Casbah de Muha Ou Hammou Zayani planté là, jadis, pour permettre à Moulay Ismail d'obtenir un lourd tribut des berbères transhumants. »

## Climat
Le climat de cette région est continental, ce qui influe sur les amplitudes thermiques saisonnières, voire journalières. À un hiver rigoureux succède un été très chaud. La pluviométrie varie selon les régions entre 400 et 700 mm/an en moyenne. Sa localisation enclavée, entourée par des montagnes qui dépassent les 2 000 m, lui confère des hivers froids, la température annuelle moyenne est de 16 °C baisse jusqu'à −5 °C ainsi que des étés chauds et secs mais sans précipitations. Les précipitations moyennes les plus faibles sont enregistrées en juillet avec 4 mm seulement. Avec une moyenne de 96 mm, c'est le mois de décembre qui enregistre le plus haut taux de précipitations et varient de 92 mm entre le plus sec et le plus humide des mois.
Au mois d'août, la température moyenne est de 24,7 °C, ce qui en fait le mois le plus chaud de l'année. Avec une température moyenne de 8 °C, le mois de janvier est quant à lui en moyenne le plus froid. Une différence de 16,7 °C existe entre la température la plus basse et la plus élevée sur toute l'année.
| Mois                     | jan. | fév. | mars | avril | mai  | juin | jui. | août | sep. | oct. | nov. | déc. | année |
| ------------------------ | ---- | ---- | ---- | ----- | ---- | ---- | ---- | ---- | ---- | ---- | ---- | ---- | ----- |
| Température moyenne (°C) | 8    | 9,4  | 11,9 | 14,2  | 16,6 | 20,9 | 24,4 | 24,7 | 21,3 | 17   | 12,6 | 9    | 16    |
| Précipitations (mm)      | 62   | 81   | 81   | 68    | 44   | 19   | 4    | 6    | 23   | 58   | 88   | 96   | 630   |

## Population
Au XIXe siècle, la population était en majorité Amazighe de la tribu Zayane. Le mélange avec les locaux s'était manifestement réalisé après l'installation de la Mahalla chérifienne à Khénifra, venue dans le cadre expéditif, mais la mission n'avait pas abouti pour des raisons financières (soldats composés des (Abids Al Boukhari, du Guich, Chérarda),,. L'armée du sultan finira par se dissoudre et se rallier au contingent Zayan de Mouha Ou Hammou, c'est le cas des populations de Taskarte (un village à 10 km de Khenifra), un clan de chérifiens de souche Alaouite (Chorfas), Ait Nouh, les localités d'Arougou et Tamskoute ; outre l'arrivée des commerçants venus de Boujaad et les artisans de Fès. À l'arrivée des Français en 1914, Khénifra comptait 1200 familles (Kanoun), selon le recensement de l'officier interprète Ben Daoud.
La langue parlée est Tazayit, une variante de la langue tamazight, un parler du Maroc central aussi l'arabe dialectale (Darija), langue parlée localement et au Maroc. La démographie s'est développée considérablement : à partir des années 1970, la ville avait encore environ 13 000 habitants. Au recensement de 1994, la population était de 60 835 habitants. Pour le recensement de 2004, Khénifra comptait 72 672 habitants.

## Histoire

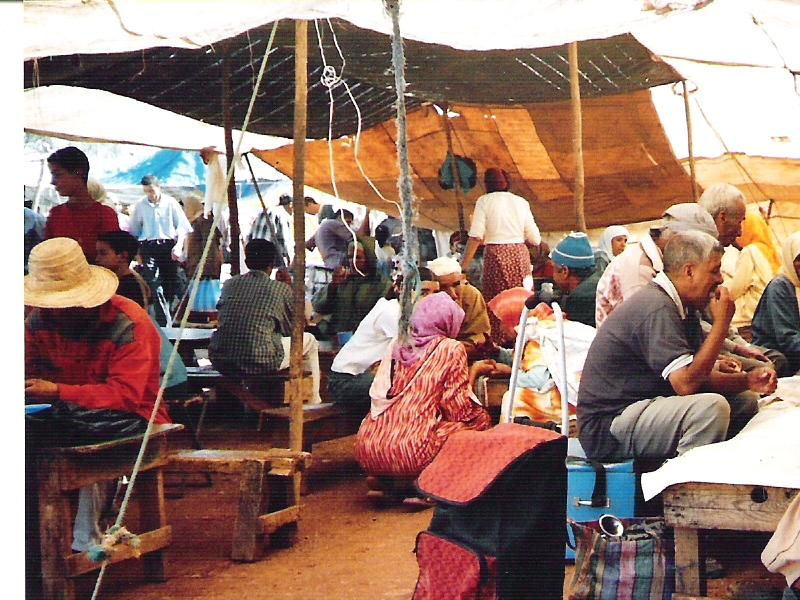
Grand souk de Khénifra.

Mouha Ou Hammou Zayani disait : « Les montagnes sont mes os, L'Oum Rabia est ma limite, La plaine est ma proie ». Cette célèbre citation, montre l'importance de l'espace vital conquis par la tribu Zayane qui fait de Khénifra plus tard un centre stratégique sur le plan militaire et commercial, avant le XIXe siècle, Khénifra n'était qu’une petite agglomération insignifiante, elle n'avait jamais été cité par les chroniqueurs avant l'arrivée des Français. Historiquement elle fut soumise à l'influence de la famille des Aït Affi de la sous-tribu Zayane Ait Bouhaddou, qui contrôlait le pont d'Elborj à 8 km de Khénifra, un passage obligatoire qu’empruntaient les commerçants vers Tadla et Meknès aussi les pasteurs locaux entre le Jbel et l'Azaghar, les passants doivent payer un impôt de transit, aucun étranger ne traverse leur territoire sans s'assurer, contre paiement, la protection coutumière ou mesrag (passeur en tamzighte), le Zetat en marocain dialectal. Vers le début du XVIIIe siècle, les Ait Affi seront délogés par le clan de Hammou Ou Akka El Harkati père de Mouha Ou Hammou.

### Contexte historique
Cette période fut marquée par l'anarchie totale nommée Siba.Ces troubles coincident avec la défaite du sultan Mohammed ben Abderrahmane dans la bataille d'Isly le 14 août 1844 contre les troupes du général Thomas Robert Bugeaud à la frontière algéro-marocaine. Le Maroc est menacé de dislocation par les guerres intertribales et des soulèvements contre le Makhzen affaibli par les intrigues des Européens.
Après la mort du sultan Mohammed ben Abdellah, son fils (Hassan ben Mohammed) hérite un pays délabré et pour sauver l'intégrité des zones relevant du bled El Makhzen. Le nouveau sultan décida de nommer des personnalités influentes au sein de leur tribu au titre de caïd en les dotant des armes, dont Mouha Ou Hammou Zayani qui profita de ce nouveau statut pour s'imposer sur les Zayans et d'écraser les tribus rivales notamment Ichkirns et les Aït Soukhmanes. Il exerça aussi une hégémonie sur des tribus en dehors du « pays Zayan ». Dans cette période de l'histoire marocaine (XIXe siècle) que d'autres caïds ont pu s'imposer à la tête de leur tribu notamment El Glaoui, El Goundafi, El Mtougui, El Ayyadi le fameux caïd Aïssa Ben Omar El Abdi, par la suite le pacha Hassan Amahzoune ; l'ascension de ces caïds permettra plus tard à la France de s'installer au Maroc sous prétexte de pacifier les tribus en perpétuelle lutte contre le Makhzen et de mettre fin à l'anarchie dite Siba.

### L'émergence de Khénifra
Khénifra est bâtie sur les deux rives basaltiques de la rivière Oum Errabiaa au parage du pont dit portugais et de la casbah de Mouha Ou Hammou. Son histoire reste méconnue par les historiens et les chroniqueurs de l'époque, certes la ville avait évolué dès la première arrivée des soldats des sultans Alaouites notamment avec Moulay Hassan vers 1886 venu en renfort soutenir militairement (4 215 soldats) (Mouha Ou Hammou) afin d’asseoir son autorité sur les Zayans et contre leur ennemi commun les Ichkirnes et les Ait Soukhmanes, tribus dissidentes opposées à l’autorité du Makhzen et à la montée en puissance de Mouha ou Hammou.
La région de Khénifra se situe au Moyen Atlas central. Sur le plan stratégique, elle constitue un atout qui permettra de contrôler la porte de Tadla, le (bassin de l'Oum Errabiaa) au Sud, de Taza au nord et vers le Haut Atlas oriental, à l'est la Moulouya et le Tafilalet). Malgré la résistance et la ténacité guerrière de la population, les Zayans ont fini par déposer les armes face à la machine de guerre coloniale imposante.
Khénifra a été aussi le théâtre des opérations militaires menées par le sultan alaouite Moulay Rachid contre la Zaouïa de Dila le sultan fut vaincu en (1668-1669). En général, la zone de Khénifra constitue la frontière entre « blad el Makhzen et Blad Siba » depuis le temps des Almoravides jusqu'en 1920 où l'ordre fut établi après la soumission totale du bloc Zayan , depuis lors on assiste à la réorganisation de la société tribale des Zayans régit par un système féodal.
Pendant l’occupation de Khénifra le 12 juin 1914, la petite bourgade avait été laissée et livrée aux flammes par la population Zayane.

### Monuments

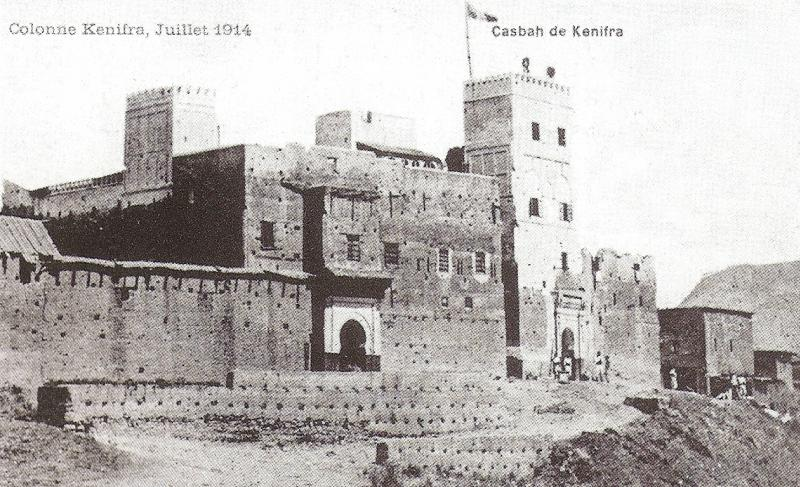
La casbah dite de Mouha ou Hammou Zayani, située sur la rive gauche de l'Oum Errabiaa

L'histoire de Khénifra prend son origine dans deux monuments historiques, les seuls d'ailleurs existants encore partiellement :
- La casbah de Mouha ou Hammou Zayani[30], l'unique bâtiment historique classé au niveau de la cité des Zayanes, cette Kasba constitue le symbole d'une mémoire collective foisonnant d'évènements et d'épopées historiques. Bâtie par le sultan Almoravide Ibn Tachfine (à cette époque Ben Tachfine organisa des expéditions au Moyen Atlas et la Moulouya et occupe Fès[31]) sur le bord de l'Oum Errabiaa, en même temps que la casbah d'Adekhssal pour servir d'arrière-base militaire lors du blocus d'El Gara. Elle fut restaurée en 1688 par le sultan Moulay Ismail.

Une bâtisse d'une telle symbolique est aujourd'hui un souvenir, complètement laissée à l'abandon, une partie de l'histoire d'une région et du Maroc notamment dans son volet de la résistance, qui s'écroule.
- Le fameux pont sur l'Oum Errabiaa dit « portugais », des légendes ont été tissées autour de sa construction :

Construit à la même époque que la casbah de Khénifra. Historiquement, la présence portugaise n'a jamais été mentionnée dans les manuscrits de l'époque. Ce pont est toujours érigé malgré les intempéries, a finalement succombé à la suite des nombreuses crues qu'il a dû subir. Il est vraisemblable que ce pont fut bâti avec du blanc d'œuf (albumine d'œuf); le fournisseur s'appelait Boufouloussen (actuel quartier à Khénifra). Selon la tradition orale, un impôt sur les œufs fut instauré pour sa réalisation. Des percepteurs étaient chargés de récolter cette redevance auprès des habitants afin de construire ce pont qui permit d'améliorer les échanges commerciaux ainsi que les migrations de transhumance pratiquées dans cette région. La main-d'œuvre aurait été fournie par des esclaves portugais à cette époque en captivité à Meknès, du temps du sultan Moulay Ismaïl où le Maroc contrôlait la flotte de corsaires basée à Salé. Cette flotte le fournissait en esclaves chrétiens et en armement à la suite de leurs razzias en Méditerranée et jusqu'à la mer du Nord.
Une autre version rapporte que le pont est l’œuvre de Kassem (père du bibliographe Ahmed ben Kassem Al Mansouri (1897-1965)), chef militaire de Hassan Ier à Khénifra, qui fut l'aide du camp de Mouha ou Hammou de 1880 à 1914. À noter que la nomination du pont dit portugais est l’œuvre de la propagande coloniale, pour démontrer que les berbères ne savent rien faire, mais cette thèse est peu probable vu l’état du pont en délabrement au début du siècle.
- La casbah d'Adekhssal: Ce vieux fort est une pièce de la mosaïque de l'histoire de la région, située à 15 km, au sud de Khenifra, ancienne forteresse édifiée par les Almoravides et reprise ultérieurement comme base opérationnelle par Moulay Ismail, (Arnaud, 1916, p. 79). Non loin du village d'Adekhssal se trouve une ancienne forteresse dite (Kalaa’fazaz) située à d'El Gara à 15 km de Khénifra, dont il ne reste que des ruines. Historiquement Fazaz est l'ancien nom donné au Moyen Atlas, aux contours mal définis, c'est une aire géographique difficile d'accès, fief des tribus résistantes à toute incursion étrangère, au cours de l'histoire les Amazighes se considèrent "libres" toujours insoumises et échappent au contrôle du pouvoir du Makhzen. Selon les chroniqueurs marocains cette contrée avait subi un blocus par Youssef ben Tachfine, pendant 9 mois notamment à El Gara.
- Le pont d'Elborj, se situe à 8 km de Khénifra, constituait un point de contrôle pour les commerçants et les passagers voulant accéder à Khénifra, vers l'an 1800 le pont était sous le contrôle d'une famille connue sous Ait Affi, une sous tribu Zayane:Ait Bouhaddou chassée par le clan de Mouha ou Hammou.
- La restauration de ces œuvres fut confiée aux prisonniers portugais détenus à Meknès : le projet des Alaouites s'inscrivait dans le cadre de la construction de l'axe stratégique allant de Meknès en passant par Azrou, Khénifra, Kasba Tadla jusqu'à Marrakech dans le but d'assurer la sécurité de la route entre la capitale du sud Marrakech et les villes de Fès et Meknès.

L'histoire de Khénifra est liée à ces deux monuments classés historiques par le Ministère de la Culture marocain en tant que patrimoine national casbah de Moha ou Hamou. La Kasbah de Mouha ou Hammou Zayani et le vieux pont marquent la conscience des Khnifris où le présent et le passé s'entremêlent dans la conscience collective de ses générations.
- La découverte en 1996 des vestiges d'une ville nommée El Gara aux parages d'Adekhssal à 15 kilomètres de Khénifra, met en question ce qui avait été avancé à propos de cette région centrale du Moyen Atlas nommée Fazaz: Dans des récits mystico-historiques on parle d'un certain roi nommé "le sultan noir" en tant qu’édificateur de la Kalaa de Fazaz. Il s'agit probablement du sultan abū al-ḥasan `alīy ben `uθmān), né en 1299 (ou 1288) et mort en 1351.

#### Monuments, sites et zones classés "patrimoine national"[35]
- Casbah de Mouha ou Hammou :Rive gauche de l'Oum Errabiaa[36].
- Site d’Aguelmame Aziza[37]
- Site d’Ajdir Izayane[38]
- Site des lacs Tiguelmamine[39]
- Vestiges archéologique d'El Gara, site découvert en 1996.

### La campagne du Maroc et la résistance
Après la signature du protectorat conclu à Fès, le 30 mars 1912, entre la Troisième République française et Moulay Abd El Hafid. Le général Lyautey présenta au président du conseil un programme militaire et politique composé de dix points.
Une partie du Maroc est occupée jusqu'à Beni Mellal au sud, Fes-Meknès au nord de Khénifra.
La capitale Zayane a été prise par les légionnaires (composés de Sénégalais, d'Algériens, Goumis marocains du 1er Régiment de Tirailleurs Marocains recrutés à Chaouia) le 12 juin 1914.
Sous le commandement du général Ditte, Poeymirau et Charles Mangin celui-ci avait acquis au Maroc une réputation légendaire au cours de la campagne du Maroc dans la région de Casablanca jusqu'à la plaine de Tadla. Charles Mangin est considéré comme un grand stratège militaire qui put éviter l'affrontement directe avec les Zayanes avant la soumission des tribus allant de Chaouia jusqu'aux confins du territoire des Zayans.
En référence au « Journal des marches et opérations de la 2e batterie du 1er Régiment d'Artillerie de Montagne pour la période du 6 septembre 1912 au 16 octobre 1913 », le commandement des forces d'occupation du Maroc était conscient des risques de l'affrontement direct avec les tribus des Zayanes lors de la campagne du Maroc 1907-1914. Dans ce rapport, Charles Mangin décrit avec précision les différentes phases de sa campagne.

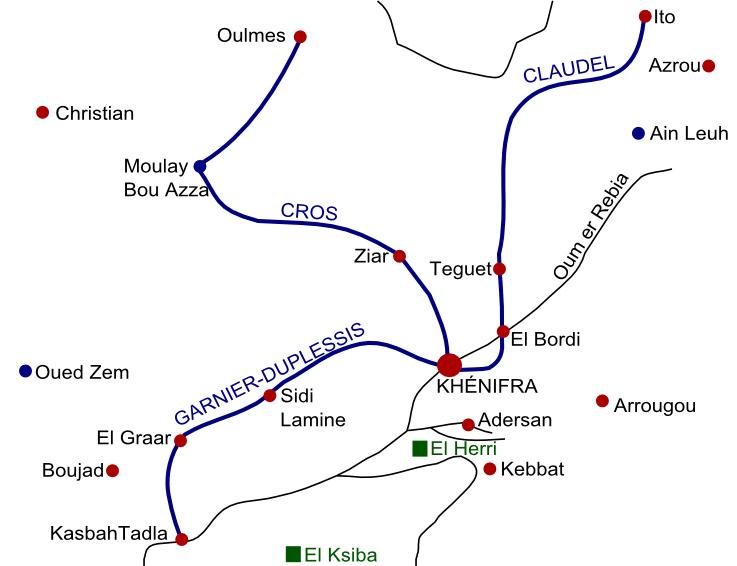
Mouvement des colonnes marchant sur Khénifra Après la bataille d'Ehri 13 novembre 1914

Trois mois après cet événement, une contre-attaque aura lieu à Elhri, le 13 novembre 1914 : la bataille d'Elhri, engagée imprudemment par le colonel Laverdure René Philippe à l'assaut du campement du rebelle Mouha ou Hammou, contraint de quitter la kasbah, occupée par les militaires depuis juin 1914 sous le commandement du colonel Laverdure, commandant du territoire de Khénifra, tué dans la bataille d'Elhri le 13 novembre 1914,considéré comme responsable direct de la défaite Française à ce propos Lyautey avait exprimé son opinion sur ce fait humiliant pour les troupes coloniales : « Si le colonel Laverdure n'avait pas trouvé la mort dans l'affaire d'ELHERI, il méritait d'être traduit devant un conseil de guerre et d'être condamné au châtiment le plus sévère ».
On note également les manifestations contre le Dahir berbère, promulgué le 16 mai 1930, dont le but était de séparer les berbères des communautés arabes juridiquement.
Avant l'arrivée des soldats du sultan Moulay Hassan Ier en 1877, Khénifra n'était rien d'autre qu'un point de transition de transhumance entre l'Azaghar et le Jbel. C'est à partir de là que Khénifra prendra sa dimension de ville. Malheureusement, Khénifra ne s'est pas développée, pendant la colonisation, à la hauteur de ses potentialités naturelles (elle fait partie du Maroc dit inutile).
Elle est connue pour sa résistance farouche lors de la colonisation française, réputée par la bataille d'Elhri (village situé à 20 km de Khénifra) (13 novembre 1914), qui s'est soldée par la victoire des Zayanes et d'autres tribus berbères voisines : Ichkern Elkbab, Aït Ihnd Krouchen, même des Aït Hdiddou et des Aït Atta, pour la première fois unifiées. Cette victoire symbolise la gloire des tribus et le grand prestige que s'est forgé Mouha ou Hammou Zayani où la colonne de l'officier Laverdure René Philippe fut quasiment anéantie, mais la riposte coloniale ne tarda pas à se manifester par le déploiement de sa panoplie militaire afin d'isoler les Zayanes et restreindre leur aire géographique et les contraindre à se réfugier dans les montagnes. Le blocus des tribus Zayanes se réalisa avec succès, le grenier marocain de Tadla est ensuite mis en sécurité contre les attaques des Zayans, malgré des difficultés logistiques d'approvisionnement de Khénifra en denrées et en matériaux.

### Khénifra dans la tourmente de la pacification

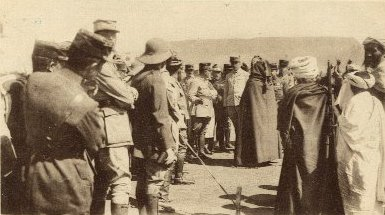
Soumission de Hasan Amahzoune (fils de Mouha Ou Hammou Zayani), juin 1920, au général Poeymirau

Après la soumission de la grande partie des chefs de tribu du Moyen Atlas central notamment celle de Mouha Ou Saïd Ouirra d'El Kssiba, Mohand N'hamoucha d'El Hajeb et d'autres tribus des plaines, les légionnaires de Charles Mangin. et de Henry's sont aux confins de Khénifra.

#### Prise de Khénifra
La prise de Khénifra avait été précédée par de violents combats avec le contingent Zayan, une marche forcée fut organisée avec succès sur ordre du général Henry's, l'occupation de cette bourgade est un fait accompli, sa possession permettra en outre de restaurer la route impériale Fès-Marrakech par Tadla, au cours de ses événements la France sera confrontée à l'effort de la première guerre mondiale qui venait d'éclater, au moment où le Maroc était en pleine période de pacification, malgré la mobilisation générale, l'objectif du général Lyautey est presque atteint : la jonction de Taza - Khénifra - Tadla-Sous est réalisée.
La Campagne de Khénifra débuta en juin 1914, elle était une préoccupation personnelle du résident général Lyautey, Khénifra était dans son ordre du jour (juste peu avant la célèbre bataille d'Elhri).
La campagne de Khénlfra après tant d'efforts et de sacrifices, se termina le 2 juin 1920, par la soumission du Pacha Hassan Amahzoune et la mort de Mouha Ou Hammou le 27 mars 1921 dans une escarmouche menée par les partisans Zayans soumis au profit du général Poeymirau (1869-1924), très proche collaborateur du maréchal Lyautey et avec la participation du général Henry Freydenberg qui plus tard deviendra commandant en chef de la région de Meknès de 1924 à 1929 et du général Jean Théveney (en)(1866-1960), chef de la région de Tadla (1866-1960) et de Jean Jacques de Butler(1893-1984) cet officier avait mené les opérations de ratissage à Khénifra mettant ainsi la fin au mouvement de la résistance des Zayans, de 1940 à 1941 : commanda l'École militaire de Dar El Beida à Meknès au Maroc.

#### Fin de la résistance Zayane
Le 2 juin 1920 constitue une date cruciale dans l'histoire de Khénifra et du Maroc vu l’exploit réalisé par la politique menée par le maréchal Lyautey et ses collaborateurs envers les berbères, on assiste à un revirement d'une situation de résistance vers la collaboration en faveur de la France, malgré la victoire éphémère des Zayans sur le colonel Laverdure lors de la fameuse bataille d'Elhri le 13 novembre 1914. Le bloc Zayan est soumis désormais à la volonté du vainqueur, à Khénifra le 2 juin 1920, le général Poeymirau et le colonel Théveney recevaient la soumission du fils aîné du vieux chef des montagnes Mouha ou Hammou et de ses neuf frères ainsi que son neveu Oul Aidi considéré comme résistant farouche. Le clan de la famille d'Imahzanes devint maître sur les tribus Zayans et fournira des chefs de guerre au service des vainqueurs, ce clan avait contribué avec succès à la soumission des tribus du moyen Atlas dissidentes notamment les Aït Soukhmanes et les Aït Seghrouchens.

### Khénifra après la pacification
- août 1934 : manifestation contre le Dahir berbère[56] soutenu par certains caïds coloniaux ayant à leur tête le Pacha El Glaoui, (grèves, prières prononçant le « Latif » en demandant à Dieu de ne pas séparer les berbères de leurs frères arabes... Ce mouvement de protestation lancé par l'élite de religieux issue de l'enseignement traditionnel. Cependant, la question amazighe ne cesse d'engendrer des polémiques. Conscient du problème, le roi Hassan II avait proposé dans son discours du 20 août 1994, l'enseignement de la langue berbère (le tamazight, le tachelhit et le tarifit). Ce geste marquait le point de départ d'une certaine décongestion politique envers les Amazighs.
- 20 août 1953 : la déposition du roi Mohammed V déclenche une vague de mécontentement au sein de la population et ne cesse de s'amplifier pour aboutir à la "révolution de Khénifra".
- 20 août 1955 : l'anniversaire de la déposition du roi Mohammed Ben Youssef déclencha une insurrection à Khénifra (trois journalistes tués:dont Roland Jourdan), une vague de protestation regagna les villes d'Oued Zem, d'Immouzer Marmoucha, et de Casablanca. Événement marqué par une répression massive sur ordre du général Gilbert Grandval (nommé résident général au Maroc, en pleine crise franco-marocaine de juin 1955 à août 1956), journée sanglante pour la population de Khénifra surtout les tribus Zayanes qui encerclèrent la ville, l'ordre du massacre fut ordonné, la ville de Oued Zem n'a pas été épargnée par l'exaction du tyran Raymond Duval de 1949 à 1955, nommé commandant supérieur des troupes du Maroc, il trouva la mort dans les montagnes de Kasba-Tadla (sur les contreforts de l'Atlas marocain) le 22 août 1955 lors de l'explosion de son avion qu'il pilotait lui-même. Il est déclaré "mort pour la France", par décision ministérielle du 20 septembre 1955. Le bilan est de 700 morts du côté marocain, 49 morts européens (chiffres que Charles-André Julien qualifie de ridicules).

### Khénifra après l’indépendance
- En 1956 le parti de l'Istiqlal s'implante massivement au sein de la société Zayane, phénomène sans précédent dans l’histoire politique de Khénifra, le parti monopolise la vie politique des citoyens Zayans. Après l’éclatement de l'union nationale on assiste à l'émergence de nouveaux partis Parti de la Choura et de l’Istiqlal (PI) de Mohamed Hassan Ouazzani et l'Union nationale des forces populaires (UNFP) (parti de gauche créé le 6 novembre 1959 à la suite de la scission avec le parti de l'Istiqlal), la crise politique s'accentue et finira par une lutte sanglante pour le pouvoir. À Khénifra, des incidents ont lieu contre les bureaux des deux nouveaux partis (PDI et [UNFP) qui ont un passé honorable au sein du mouvement nationaliste marocain. Ces événements entrent dans le cadre de la crise politique marocaine qui remonte à l'aube de l’indépendance du Maroc en 1956. Le parti de l'Istiqlal formé de la bourgeoisie nationale se veut un parti unique.
Le Mouvement populaire de Mahjoubi Aherdane n’était pas encore connu sur la scène politique, à la suite de manipulations politiques le parti populaire vit le jour en 1957, à l’initiative d'Abdelkrim El Khatib donc une alternative ayant pour but de faire face au parti de Allal El Fassi dont l'intention d'évincer le roi à la manière tunisienne, Ahedane ne cache pas l'étiquette mazighe de son parti.
- La venue de Mohamed V en 1958, une visite qui devait sceller aux lendemains de l'indépendance, la création des forces armées royales marocaines, le 15 mai 1956 à Ajdir Izayane (fusion des tabors et goums); Moulay Hassan Hassan II devient le chef d'État-major avec l'intégration en leur sein, des éléments de l'Armée de Libération qui avaient accepté les accords d’Aix-Les-Bains. Cet événement avait connu l'ascension des forces vives des imazighen qui se heurta aux ambitions de domination du parti de l'Istiqlal:Addi Oubihi en était la victime.
- 1962 : la population de la ville avait voté en faveur de la première constitution marocaine.
- Mars 1973 : événement de Moulay Bouazza. Action perpétrée par le Tanzim : branche radicale du parti l'UNFP d'orientation révolutionnaire (1963-1973), dont l'acteur principal fut Fqih Basri de l'option libyenne du Tanzim, partisan de la lutte armée. Des éléments du groupe s'infiltrent à Khénifra, Goulmima, et Tinghir (Omar Dahkoun, Abdellah Nemri et Ahmed Kheir, Mahmoud Bennouna[57], Assekour Mohamed, Brahim Tizniti). Ces agitations ont démontré les contradictions d'orientation politique au sein du parti UNFP.
- L'affaire Moulay Bouazza a été l’un des épisodes marquants dans le règne de Hassan II : le 2 mars 1973, une action suicidaire fut entreprise à Moulay Bouazza, par un groupe constitué de Alaoui, Mohamed Bennouna alias Mahmoud, mort ensuite le 5 mars 1973 lors des combats. Les instigateurs du complot voulaient rééditer les événements du Rif en 1959, l’opération commença par une attaque de l'annexe de Moulay Bouazza tuant un moukhazni ; cette action fut un fiasco, Brahim Ouchelh, toujours responsable de radio Libye, a écrit un premier texte où il met en cause toute la direction de l'UNFP mais ce communiqué ne sera pas diffusé pour des raisons obscures.

La population n'y avait pas pris part. Elle restera néanmoins traumatisée par la répression de certaines tribus Zayanes et l'arrestation systématique des sympathisants du parti l'UNFP. Après la décrispation du processus politique et dans le cadre de l'Instance équité et réconciliation, le rideau fut levé pour permettre aux victimes de témoigner, mettant fin aux années dites Les années de plomb.
- Le 17 octobre 2001, le discours d'Ajdir adressé à la nation par le roi Mohammed VI à Ajdir Izayane province de Khénifra, lors de la cérémonie d'apposition du Sceau chérifien scellant le dahir, crée et organise l'Institut royal de la culture amazighe. Ce discours a permis de donner de nouvelles impulsions aux défenseurs de la thèse amazighe en tant qu'entité nationale et patrimoine incontournable.

## Urbanisme
Au début du XIXe siècle, la ville était une petite bourgade au cœur d'une région agro-pastorale. Elle s'est développée autour du pont et de la casbah de Mouha Ou Hammou sur la rive gauche La rivière Oum Errabia et celle de son neveu Oulaidi sur la rive droite, après l'occupation de Khénifra en 1914, la ville a perdu une partie de son pittoresque.
La ville est devenue une conglomération en proie à l’urbanisation sauvage. Le centre commercial de Khénifra évoluait autour de l'ancienne gare routière connue sous le nom de « garage Bakouch » et de la rue d'Oran. Aujourd’hui, confrontée à un exode massif en provenance des zones rurales et par manque d'une politique urbaine de la ville de la part des autorités ce phénomène social avait conduit à une prolifération anarchique d'habitations insalubres dans les zones périurbaines.

### Principaux quartiers
L’extension de Khénifra s'est réalisée à partir du centre près du pont et de la Casbah de Mouha Ou Hammou Zayani.
| - Abdellaoui - Achbarou - Administratif - Ahattab - Ait Haddou N'Hlima - Al Azhar - AlMasjid Hassan II - AL Mouhtadoune - Amal - Amalou Ighriben - Andalous - Assaka | - Atlas - Attajdid - Azlou - Azzahra - Bouazzou - Boudraa - Boufoulloussen - Boulahyia - Bouymahaguenne - Centre ville - El Arz - El Baraka | - El Fija - El Massira - Equipement - Errachidia - Essalam - Faiza - FAR - Farra - Fath Miaammi - Fillahi - Hamria - Hanane | - Hay El Hasan - Ikhamrne - Industriel - Ingénieurs - Ismailia - Jamila - Kaid Driss - Karima - El Corse - La Scierie - Lalla Zineb - Larmoud | - Mabrouka Ouskar - M'Daghri - M'Etchifssane - Mouha Oubouazza - M'ssalah - Nacim - Najar - Najd - Narjis - Nazaha - Oued Eddahab - Oum Errabiaa | - Oumnia - Oushak - Rahma - Saada - Safssaf - Sidi Bouknadel - Sidi Boutzouguarth - Tamoumente - Tiaallaline - Tichout Ben Akka - La Course - Zitoune |

## Transports urbains

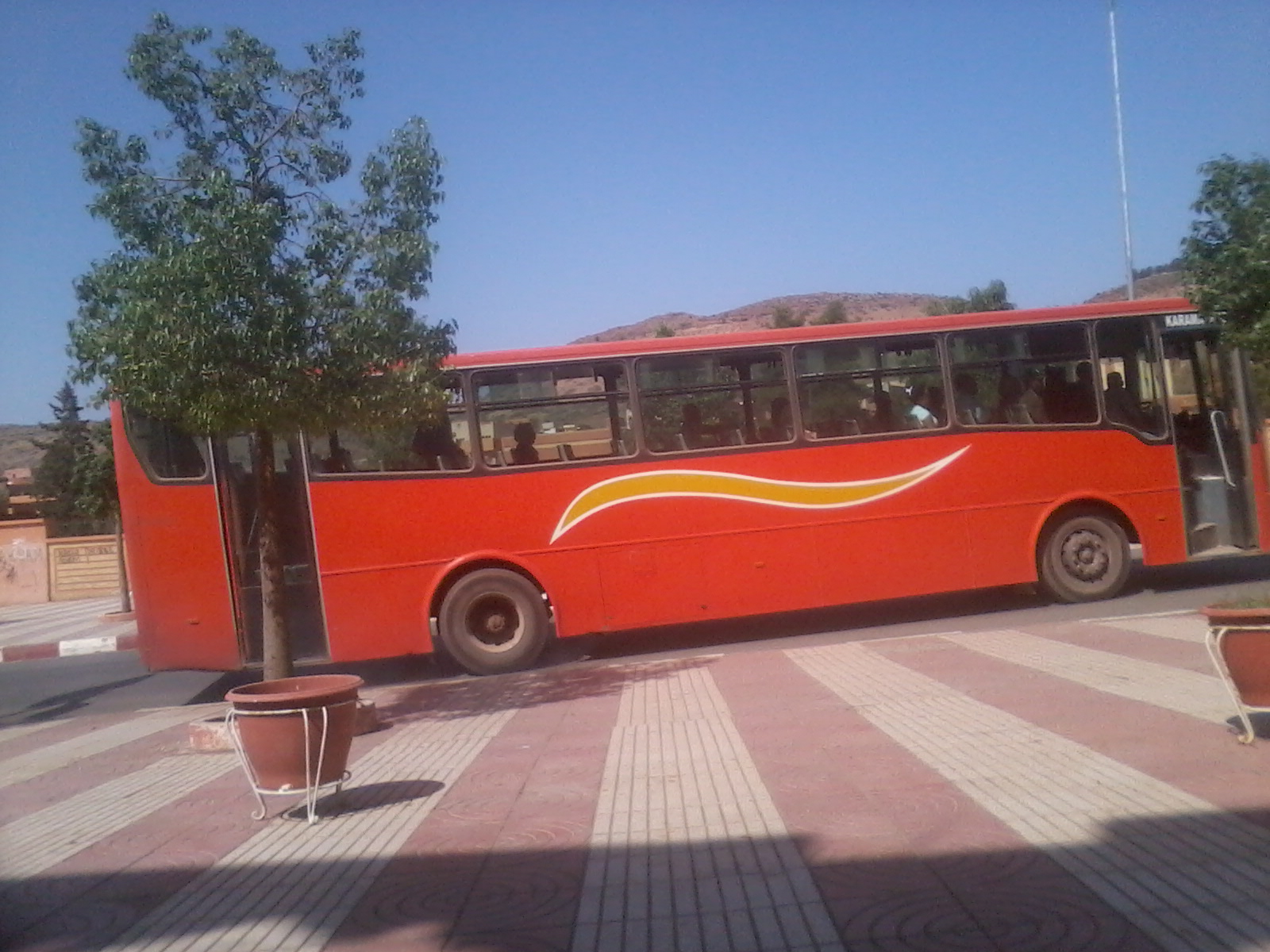
Bus de Khénifra.

## Économie
Malgré les potentialités et les richesses naturelles dont dispose la province de Khénifra sur le plan hydraulique, forestier, minier, touristique. Khénifra est loin de vaincre l'analphabétisme, précarité et l'exclusion, sociale outre le chômage, ces facteurs sont dus à l’absence d’une réelle stratégie de développement et d’un véritable plan d’intégration de cette région montagneuse.

### Artisanat

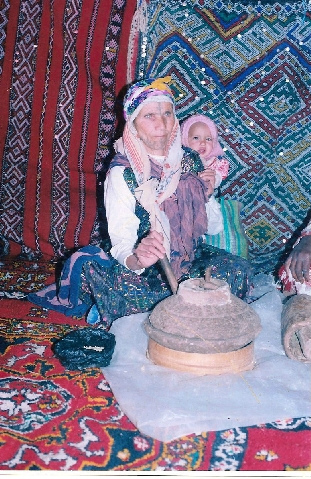
Tapis Zayan.

Les produits artisanaux sont réalisés de deux manières : à titre familial ou dans le cadre coopératif. Le tapis zayan (tazerbyt) représente l’icône de la culture zayane. Il est à la hauteur des autres tapis de renommée comme le tapis dit Rbati. Le tapis est un objet artistique réalisé dans des familles de grande tradition pastorale et qui vivent en général de l’élevage. Au tapis s’ajoute le hanbel qui constitue la fierté des Amazighes en général : pièce tissée, plus légère et moins épaisse que le tapis. Il est utilisé comme couverture. La laine est vénérée chez les Zayans depuis des millénaires, la femme amazighe est considérée comme une créatrice douée de facultés artistiques, sensorielles et esthétiques.
Le tapis berbère est l'expression de la créativité de la femme amazigh, il s'agit là d'une symbolique à décrypter qui a fait l'objet de nombreuses recherches comme le cas de Paul Vandenbroeck qui a écrit un ouvrage sur le tapis : L'art des femmes berbères. Le tapis berbère prend une dimension expressive pour chaque tribu : on peut donc parler du tapis Zayani, Attaoui, Zemmouri, M'guildi... Les tapis sont incrustés de motifs en laine correspondant à des symboles amazigh avec une dimension esthétique. Le tapis Zayan illustre le savoir-faire des femmes Amazighes. D'une technicité simple, il se compose d'un champ central, de bandes horizontales irrégulières décorées de motifs crénelés exprimant le féminin, entouré d'un cadre. Les différents tons de rouge sont mêlés à des motifs safran et blanc.
Natte Berbère ou Tahsirt, tapis en feuille de palmier tressé brodé de laine. « Tahsirt » est un mot dérivé de « Hsira » terme arabe désignant la natte. « Ayartil » au masculin, « Tayartilte » au féminin désignent en vrais termes amazigh la natte Berbère.

### Richesses minières
Parmi les montagnes qui enclavent Khénifra Jbel Bououzzal o u montagne de fer, on y trouve du fer mais sa haute teneur en soufre rend son exploitation impossible d'une part et d'autre part le manque d'infrastructure routière et de moyens d’exploitation et de transport adéquats. Voici la composition du minerai d'après l’étude de l’époque coloniale.

### Potentialités forestières et hydrologiques

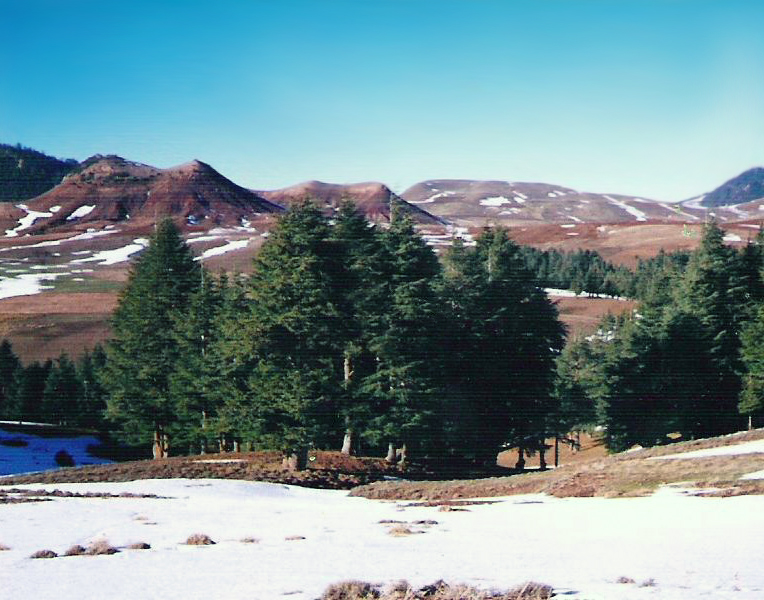
Jeunes cèdres de l'Atlas.

La cèdre de Khénifra occupe une surface de 65 150 hectares, soit 50 % de la cédraie nationale et 12 % du domaine forestier de la province, représente une richesse inestimable pour la région.A noter que forêt de Khénifra avait été réduite au détriment de la province de Midelt à la suite du nouveau découpage administratif.
La situation de la province au cœur Moyen Atlas, avec une zone de pluviométrie très élevée, qui fait de la province un véritable château d'eau, tant du point de vue hydrogéologique qu'au point de vue hydrographique.
Les facteurs de pression humains (pastoralisme intensif, déboisement, les braconniers du cèdre) et la sécheresse pourraient conduire à l'extinction du noble arbre le cedrus atlantica.

### Forêt
La région de Khénifra recèle de grandes potentialités forestières diversifiées fauniques et floristiques, notamment la région d'Ajdir Izayane à ne pas confondre avec Ajdir située au Rif, cette grande forêt de Cedrus atlantica fait partie du parc national de Khénifra, la forêt d'Ajdir Izayane abritait jadis le fameux lion de l'Atlas aujourd'hui éteint.
Cette forêt est menacée de disparition, phénomène dû au déséquilibre écologique de la faune animale qui avait perdu les éléments de base de la chaine alimentaire notamment le lion, la panthère et l'hyène:il existe des règles et un ordre précis, cet ordre est défaillant il est en faveur du sanglier.

### Hydrologie
La région de Khénifra est dotée d'un réseau fluvial important, avec notamment le fleuve Oum Errabiaa et ses affluents oued Srou et oued Chbouka, il est le 2e fleuve marocain en termes de longueur. Il prend sa source à une altitude de 1 240 m dans le Moyen Atlas à 40 km de la ville de Khénifra et à 26 km de la ville de M'rirt. Au niveau de Khénifra il serpente dans une direction nord-sud dans un lit de rivière étroit à travers la ville, et l'alimente la ville en eau potable.

## Tourisme
La région de Khénifra possède tous les atouts d'une destination touristique de prédilection par les richesses de son parc avec des lacs de montagne et sa forêt de cèdre d'Ajdir Izayane. Ce secteur vital n'a pas été développé depuis l’indépendance malgré les potentialités dont dispose la province. L’écotourisme n’est pas pris en compte dans les programmes de développement touristique et le manque d’infrastructures adéquates rend la tâche difficile afin de subvenir aux besoins des visiteurs. La promotion du tourisme national en faveur du consommateur marocain n'est pas encore réalisable à court terme.
Les trois secteurs : tourisme de montagne, tourisme écologique ou tourisme vert et tourisme rural, contribuent à la protection de l'environnement et apportent des retombées équitables aux populations locales leur permettant d'améliorer leur bien-être.

### Loisirs de la pêche continentale
La périphérie de Khénifra recèle les sites touristiques les plus attractifs du Moyen Atlas notamment les sources de l'Oum Errabiaa, le Lac Aguelmame Aziza, le lac Tiguelmamine, le Lac Ouiouane, l'Aguelmame N'Miaami, le Lac Aguelmame Abakhane, le plan d'eau du barrage Tanafnit El Borj et le plateau d'Ajdir Izayane. Ces sites bénéficient d'un bioclimat de type sub-humide à humide. S'y ajoute un réseau de rivières se jetant dans l'Oum Errabia et ses affluents tel l'oued Chbouka à 36 km de Khénifra, riche en poissons (Black-bass, truite). L'écotourisme de la région a besoin d'une politique de développement durable sur le moyen et le long terme. La richesse des lacs en poisson permet la création d'amodiations de droit de pêche régies par des arrêtés ministériels où les pêcheurs peuvent pratiquer différentes pêches, à savoir :
- pêche à la truite en rivière (oued Chbouka, Oum Rabiaa) ;
- pêche à la truite dans les plans d'eau ;
- pêche dans les eaux à poissons blancs.

Les principales espèces de poissons et leurs caractéristiques : les espèces les plus connues sont : truite fario, truite arc-en-ciel, gardon, brochet, black-bass, sandre, perche. Les poissons les plus appréciés par les pêcheurs sont le brochet et la truite. Les rivières présentent d'autres variétés selon les lieux.

## Sport
L'activité sportive la plus connue était le football ; l'équipe fut créée en 1943 sous le nom : "Union sportive de Khénifra", Puis Chabab Atlas Khénifra "شباب أطلس خنيفرة" en 1945, en 2014 l'équipe rejoint la première division. La section féminine fut créée le 30 novembre 1998 sous la même appellation Chabab Atlas Khénifra (féminines).

### Infrastructure sportive
Depuis l'indépendance du Maroc la ville de Khénifra est restée marginalisée sans aucune infrastructure sportive digne, des aspirations de la population. Le stade municipal est d'une capacité de 8 000 spectateurs actuellement.

### Clubs de football
- Chabab Atlas Khénifra
- Chabab Atlas Khénifra (féminines)[61]

### Pêche sportive
Association Oum Rabia des Pêcheurs Sportifs de Khénifra.

### Club de chasse
La province de Khénifra dispose d'une réserve de chasse importante estimée à 162 000 ha répartie en quatorze réserves permanentes.
- Chasse traditionnelle : se pratique à vue, sans fusil et concerne la chasse du chacal, du renard et du lièvre avec comme seul « arme » le sloughi.
- Club de tir[64].

## Parc National de Khénifra
Le parc national de Khénifra est un joyau écologique du Moyen Atlas. Il englobe le Parc national d'Ifrane (voir Le Soir du 18 juin) et une partie du Parc national du Haut Atlas oriental. Cette réserve naturelle, est d'une superficie de 202 700 ha.

## Culture
La fantazia et l'Ahidouss, traditions ancestrales enracinées, dans la société Zayane et constitue une fierté Amazighe.

### Fantasia
Le cheval chez les Zayanes représente un symbole rituel, qui s'enracine dans leur tradition guerrière. Cette tradition virtuose est toujours conservée par les tribus marocaines. La place d'Azlou avait connu de grands spectacles équestres. Les règles à suivre :
- le dressage des chevaux : cheval Barbe ;
- la monture du cheval, la maîtrise du déroulement de la parade dans un enchaînement cohérent ;
- le respect du tir simultané.

Ces prouesses exigent la possession d'une technique équestre rigoureuse, du courage et de l'habileté. La tenue du cavalier doit être conforme aux habitudes vestimentaires de la région.

### Ahidouss
De forme artistique, à caractère collectif, présentée dans un spectacle avec la participation des femmes et des hommes, cette manifestation est répandue dans une large partie du Maroc central avec pour chaque tribu ses spécificités, donc plusieurs variantes du Tafilalet (sud-est) jusqu’à Tifelt (nord-ouest).
Ahidouss est constitué de trois éléments essentiels :
- le chant ;
- le rythme ;
- la danse ;
- les Amazighs de l'Atlas ont conservé intacts les chants et la musique qui rythment leur vie quotidienne.

La création du complexe culturel Abou El Kacem Zayani constitue une plate forme pémordiale dont le but de promouvoir la culture sous tous les aspects et de mettre en valeur les compétences individuelles.

### Établissements culturels
Le complexe culturel Abou El Kacem Zayani est inauguré en 2014. Ce centre culturel est situé dans un lieu adapté à toutes sortes d'activités culturelles. Il surplombe la rivière Oum Errabia. Le bâtiment est conçu pour accueillir une bibliothèque, et d'autres espaces : enfants, adultes, multimédia et une salle pour la musique nommée Mohammed Rouicha en hommage à cet artiste qui avait contribué au développement du genre musical local.

## Gastronomie
En général la gastronomie de Khénifra ne diffère pas de la cuisine marocaine, mais elle reste dominée par la cuisine berbère des Zayanes.

## Enseignement

### Établissements secondaires
Le lycée Abou El Kacem Zayani est nommé en hommage au grand savant dont le père est originaire de la tribu Zayane. C'est une personnalité marocaine prestigieuse, voyageur, savant de la fin du XVIIIe siècle et du début du XIXe siècle.
C'est un établissement public créé le 1er octobre 1950 en tant que collège. Les études prennent fin en troisième année secondaire (pour l'option année générale). Après l'obtention du bepc, les admis auront le choix de continuer au lycée Tarik ibn Zyad (Azrou) ou d'intégrer l'administration.
Dans les années 1970, il devient lycée qualifiant enseignement général et technique.

### Établissements primaires
L'école des garçons d'Azlou et l’école des filles furent les premières après l’indépendance.

### Autres formations
Centre de Qualification Professionnelle des Arts Traditionnels de Khénifra récemment inauguré.
ITA : institut de technologie appliquée
ISTA : institut spécialisé de technologie appliquée. Sont des établissements relevant de l'Office de la Formation Professionnelle et de la Promotion du Travail.
EST : l'École Supérieure de Technologie de Khénifra créée en septembre 2014.

## Santé publique
La ville de Khénifra est dotée d'un établissement sanitaire financé par le ministère de la Santé et la Banque européenne d'Investissement (BEI).
D'une surface de 13 000 m2, sa capacité hospitalière se monte à 185 lits.
Par ailleurs, Khénifra dispose de onze centres de santé urbains.

## Personnalités liées à Khénifra

### Littéraires
- Ali Khadaoui[66] : Poète, chercheur en anthropologie, et militant amazighe. En 2001, il est nommé par Dahir Royal membre du Conseil d'Administration de l'IRCAM) (Institut Royal de la Culture Amazighe)et, en même temps, détaché comme chercheur au Centre d'anthropologie du même Institut. Il démissionne en 2005 avec six autres membres du Conseil pour protester contre la mauvaise volonté du gouvernement à appliquer le contenu du discours d'Ajdir et du Dahir instituant l'IRCAM.
- Abdelilah Habibi : écrivain et militant amazighe, connu pour son célèbre roman Conte de l'enfant « Bios » et sa perte entre la sagesse et le rituel. Une œuvre où le récit narratif est construit par l'interaction de deux références le réel et l'imaginaire. Le réel traite son attitude personnelle du la période de son enfance vécue après l’indépendance du Maroc pour construire son identité fragmentée : confrontation avec la traditionnelle dans la société amazighe post-coloniale et l'imaginaire étant son personnage central « Bios » et d'autres personnages marginaux ayant vécu avec lui dans le même village et influencé profondément le cours de sa vie intérieure: le père, grand-mère, le noir, le chien Black, Ba kardoune et autres spécimens(.....)
- Ahmed Belkacem Zayani Al Mansouri : natif de Khénifra en 1897, issu d'une famille de militaires envoyés par le sultan Moulay Hassan Ier au Moyen Atlas pour rétablir l'ordre dans cette zone instable et hors de l'autorité du Makhzen et soutenir le caïd Mouha ou Hammou Zayani contre la tribu d'Ichkern, une alliance qui avait pour but de combattre la confrérie de Imhaouchens. Il est l'auteur du manuscrit arabe Histoire de la ville de Khénifra publié en 1937. Ce manuscrit est conservé à la bibliothèque nationale de Rabat sous le no 12037. Il a aussi un manuscrit intitulé Kabaa Al Anbar[67] où il décrit l'intervention coloniale à Khénifra en 1914 et le combat héroïque des Zayans contre cette intrusion. À ne pas confondre avec le fameux historien et diplomate Abou El Kacem Zayani dont le grand-père était Imam du sultan Moulay Smail, il est originaire de la tribu Zayane d'(Arougou), natif de Fès (1734-1833).
- Abou El Kacem Zayani même s'il n'était pas natif de Khénifra, il mérite d’être mentionné pour son origine Zayani de Khénifra. Son grand-père, Ali Ben Brahim, était le premier à quitter le pays natal Arougou, un village Zayan à 8 km de Khénifra au Moyen Atlas, pour s’installer à Meknès en tant qu’imam particulier du grand sultan Moulay Ismaïl qui régna de 1672 à 1727. Diplomate, grand commis de l’État et auteur de la grande «  Turjumana », Abou El Kacem Zayani a servi trois sultans alaouites dans un pays marqué par de profonds troubles. Son œuvre, abondante, a été une des sources premières pour les historiens du Maroc contemporain.

### Artistiques

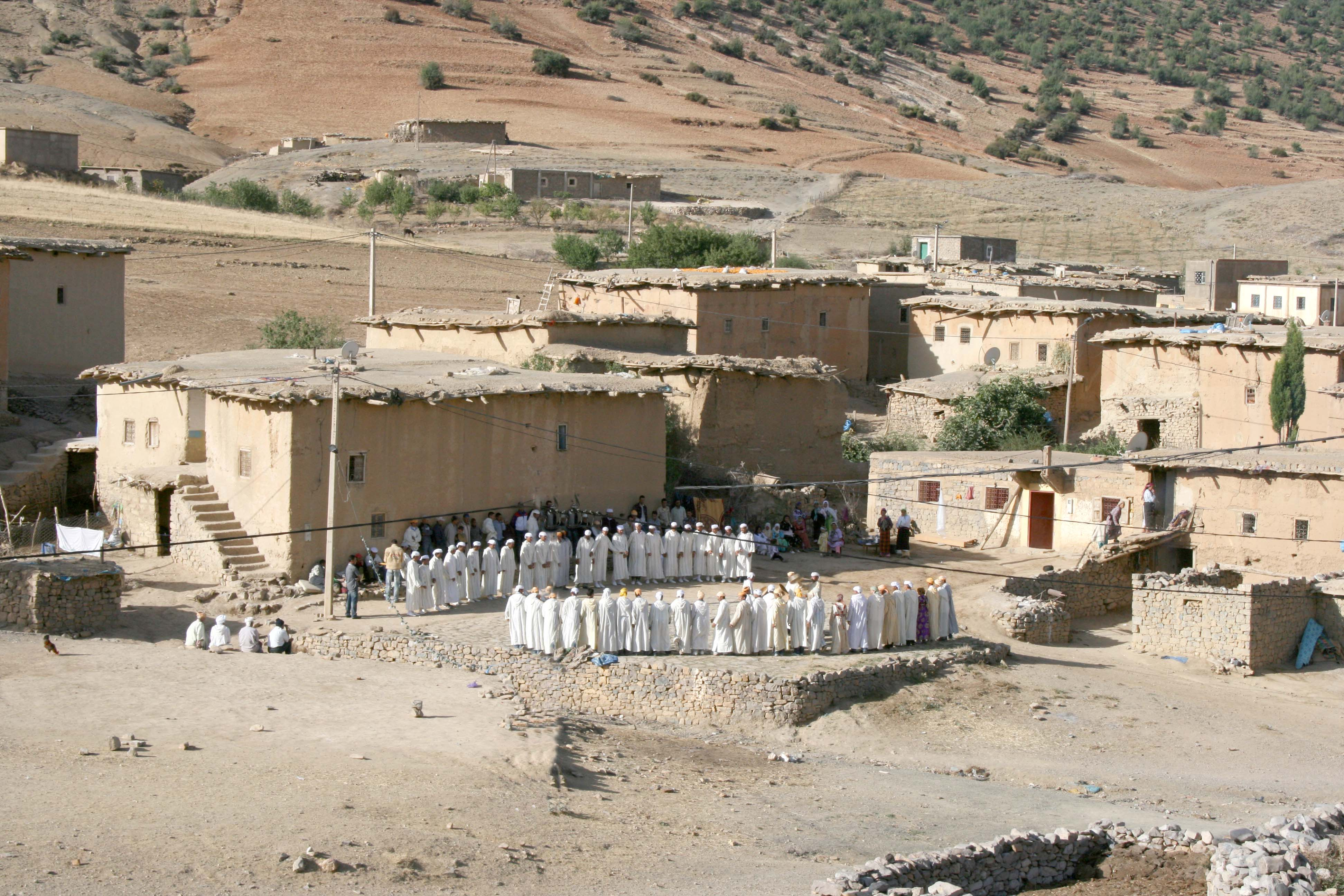
Ahidous Zayan

- Mouha Oulhoucine Achibane : chef de la fameuse troupe folklorique d'Ahidous, qui consiste en un mélange de danses, de chants et de joutes poétiques.
- Mohamed Rouicha : chanteur populaire qui avait vibré le moyen atlas et le Maroc avec le fameux instrument dit Loutar.
- Mohammed Maghni : né à Khénifra en 1950 d'origine Zayane. Comme son ami Rouicha, les deux ont été influencés par le nouveau courant musical des années soixante mené par les musiciens comme Bouzekri Amrane et Hammou Oulyazid.
- Chérifa Kersit : née en 1967 à Tazroute Moukhbou (Roche percée) à Khénifra, considérée comme la diva de la chanson amazighe ; elle chante Tamawayt genre musical authentique amazighe chanté au Moyen-Atlas où l'émotionnel alterne entre sentiment de réjouissance et de souffrance.

### Sportives

#### Athlétisme
Ces deux athlètes appartiennent au club Chabab Atlas Khénifra (section athlétisme) :
- Jaouad Gharib
- Youssef Baba

### Politiques, militaires, autres

#### Pendant la colonisation

##### Personnalités locales
Les personnalités qui ont marqué l'histoire de Khénifra sont :
- Mouha Ou Hammou Zayani nommé caid sur la grande tribu des Zayans par le sultan Hassan Ier, chef historique du contingent Zayan contre les troupes coloniales françaises, vainqueur dans la bataille d'Elhri le 13 novembre 1914 contre les troupes du colonel Laverdure René Philippe, mort[68] dans la bataille Taoujgalte à Azelag N'Tazemourte le 27 mars 1921 face au général Poeymirau et ses fils, notamment Hassan, Amahrok et Bouazza. Sa mort[69] constitue la fin du rêve Zayan[70].
- Pacha Hassan Amahzoune, fils de Mouha ou Hammou Zayani, devint Pacha après sa soumission[71] le 2 juin 1920 aux généraux Joseph-François Poeymirau, Maurial et le colonel Jean Baptiste Philippe Théveney. À la suite de ce revirement vers la collaboration, à l'instar du Pacha de Marrakech Thami El Glaoui, ces deux Pachas ont joué un rôle important dans le processus de soumission des tribus berbères hostiles à la colonisation. C'est après l'instauration du protectorat, qu'une nouvelle classe de propriétaires terriens comme (le Pacha Hassan à Khénifra 50 000 ha, El Glaoui à Marrakech 150 000 ha) et caïd El Ayadi des Rhamnas avait vu le jour en guise de récompense à leur collaboration avec les colons, au détriment des populations refusant la soumission, des terrains ont été pris de force aux tribus hostiles à l'ingérence française. Le pacha Hassan avait été reçu par le résident général Lucien Saint ainsi que le Caïd Amahrok en 1931 pour les féliciter de leur dévouement et leur loyalisme[72].
- Caïd Amahroq /Amahrok[73] : fils de Mouha, était Pacha adjoint du Pacha Hassan, un chef guerrier incontestable avait combattu les révolutionnaires des Amhaouchens, il se distingua dans la fameuse Bataille de Tazizaoute où il obtint le 14 septembre 1932 la réédition de El Mekki Amhaouch Un chef rebelle des Aït Soukhmanes de la haute Moulouya. Le capitaine Amahrok était un grand stratège, il meurt en 1939 à Khénifra. Il est titulaire de la croix de guerre des T.O.E, avant sa mort avait été promu grand officier de la légion d'honneur[74].
- Lieutenant Bouazza[75] : sixième[76] fils de Mouha ou Hammou Zayani, sa soummission officialisé au sultan Moulay Youssef en 1918 et après la soumission de son frère Hassan ben Mohammed Amahzoune, il s'engagea l'armée dans le cadre de la pacification du moyen et du haut Atlas. De 22 à 29 ans, il mena une guerre contre les tribus amazighes refusant la soumission, localement contre la tribu rivale des Zayans Ichkirne [77], il se distingua avec son neveu Moulay H'mad N’Hassan contre les Aït Seghrouchen de Boulmane et les Ait Soukhmane de la haute Moulouya où il trouva la mort le 28 mars 1923 à Aghbala lors d'un combat contre des tribus berbères dissidentes, médaillé de la légion d'honneur pour faits de guerre et le droit de présenter des galons de lieutenant de l’armée française. Il a été reçu par le résident général Hubert Lyautey à Fès et le sultan Youssef ben Hassan[78].
- Houssa dit Miaâmi fils de la Fassia (Zineb fille du premier cadi de Khénifra), nommé pacha de Fez[79] par le sultan Moulay Hafid mais renonça à cette fonction, à la suite de l'opposition[80] manifestée par la bourgeoisie fassie hostile au Amazihges et aussi sur recommandation de son père méfiant, soucieux du sort de son fils retenu par le sultan. Miâmi est contraint de quitter Khénifra pour se refugier à Saguia El Hamra (Rio de Oro) au sud du Sahara marocain, chez Mohammed El Mamoune à Smara (actuel territoire marocain)[81]. Miaami est la seule personnalité connue pour sa dissidence et contre la colonisation, contrairement à ses frères (Bouazza, Hassan, Amahrok), Miaâmi est impliqué dans l’assassinat du capitaine Taillade[82], il s'était rendu le 20 octobre 1917 à une entrevue au poste de Sidi Lamine ses biens lui ont été confisqués par Dahir Chérifien en 1928.
- Caid Oulaidi gendre de Mouha ou Hammou, considéré comme son bras droit, il s'occupait de la gestion des affaires immobilières outre la sécurité de Khénifra avant sa prise en 1914. Il s'est rendu le 11 décembre 1919 et s'offre à prendre le commandement d'un Guich. Sa soumission officielle fut le premier janvier 1920[83].
- Caïd Moulay H'mad Amahzoune.
- Caïd Baâdi.
- Caid Brahim.

##### Personnalités étrangères
- Le colonel René Philippe Laverdure[84] était le premier chef du territoire de Khénifra après la prise de Khénifra en juin 1914, il commit l'erreur d'attaquer le campement de Mouha ou Hammou Zayani[85] contrairement aux directives de ses supérieurs ce qui aboutira à la fameuse bataille d'Elhri le 13 novembre 1914[86] où il trouva la mort ; cette bataille est connue comme l'affaire de Khénifra.
- Le général Poemyrau était le plus proche collaborateur du général Lyautey, il avait joué un rôle déterminant au cours de la pacification du Maroc, il obtint la soumission des fils de Mouha Ou Hammou notamment Hassan, le 2 juin 1920 en présence des officiers Maurial et le colonel Jean Baptiste Philippe Théveney, un fait qui marquera définitivement la soumission des Zayans.
- Visite du général Lyautey[87], venu en hâte pour remonter le moral aux soldats rescapés du massacre d'Elhri (13 novembre 1914).
- Visite du résident général Charles Noguès, reçu par caid Amahrok[88].
- Le père Albert Peyriguère (1883-1959) : ancien militaire et professeur de philosophie parlant couramment Tazayit, disciple de Charles de Foucauld, installé en juillet 1928 à Elkbab[89] où il ouvre un infirmerie, puis il codirige l’hôpital de Khénifra avec le docteur Serre.

##### Personnalités étrangères ayant écrit sur Khénifra
- François Berger : capitaine ayant vécu les événements de la prise de Khénifra en 1914, il est l'auteur de Moha ou Hammou le zaiani[90].
- Le capitaine Saïd Guennoun[91] : (officier français d'origine algérienne de Kabylie, né en 1887 décédé à Meknès en 1940). Même s'il n’était pas natif de Khénifra, il mérite d’être mentionné pour ses œuvres de référence qu'il avait écrit sur les Zayans durant la pacification et la prise de Khénifra en 1914[92], il avait été témoin de la bataille d'Elhri 13 novembre 1914. En tant que berbère kabyle il se sentait chez lui au pays Zayan. Il est l'auteur de la montagne berbère[93], La Haute Moulouya 1939-1940 de Les Ait Oumalou et le Pays Zaïan.
- Maurice Le Glay : témoin du processus de pacification du Maroc[94]. Auteur de l’œuvre Les sentiers de la guerre et de l'amour[95] où il relate la bataille d'Elhri qui, le 13 novembre 1914, ensanglanta le Moyen Atlas tout en exaltant le prestige du grand chef berbère Mouha ou Hammou le Zaïani.
- Ben Daoud officier Français d'origine algérienne, était le premier interprète lors la prise de Khénifra en 1914, engagé dans 1er régiment de spahis algériens qui en 1907 participa à la campagne de pacification du Maroc. Les informations dont il dispose sur les Zayans constituent une référence historique notamment les notes sur le pays Zayan dans les archives berbères volume 11,1917. Il est le premier à mettre la main sur des documents concernant la ville de Khénifra.
- Commandant Robert Aspinion : auteur d'une œuvre de référence sur les coutumes des Zayans, intitulée Contribution à l'étude du droit coutumier berbère marocain : étude sur les coutumes des tribus zayanes.

#### Après l’indépendance
- Hammou N'Hassan[96], fils du pacha Hassan ben Mohammed Amahzoune, ancien élève du lycée Berbère d'Azrou et de l'école militaire Dar El-Beïda de Meknès, en 1959 il fut membre de l’état major des F.A.R puis nommé commandant en chef de la gendarmerie royale.
- Hammou N'Ben Akka Amehzoune, petit-fils de Mouha Ou Hammou, Les anciens élèves du lycée Berbère d'Azrou et de l'école militaire de Meknès[97] Dar El-Beïda de Meknès. Il s'est distingué dans la guerre d'Indochine. Il était le premier commandant de la région militaire de Rabat en tant que colonel, puis gouverneur de la province de Ksae-es-Souk (Errachidia), promu Général des F.A.R en 1964, exécuté sans jugement avec dix officiers supérieurs en juillet 1971 pour son éventuelle participation au coup d'État de Skhirat[98].
- Ahmed El Ouardi :(1993-1995) ministre chargé des Affaires de la communauté marocaine résidant à l’étranger - 1996 ambassadeur du Maroc en Roumanie.
- Othmane Souali[99], nommé en 2010 gouverneur de la province de Guercif puis de Midelt.
- Ou Ali Hajir, lauréat du cycle normal des agents d'autorité, né en 1947 à El Kebab à 20 km de Khénifra. En 1970, il a été nommé caïd à Ait Ishaq et Aguelmous en 1972, puis pacha au centre autonome de Khénifra en 2004 gouverneur de la province de Taourirt puis de Khénifra en 2008. En 2005, décoré du Ouissam du trône de l'ordre de chevalier.

#### Personnalité liée à la famille royale Alaouite
La princesse Lalla Latifa, née Fatima Amahzoune en 1945 à Khénifra, a épousé Hassan II en 1961 issue de la famille du célèbre caïd Zayan Mouha Ou Hammou Zayani ; elle est la mère du roi Mohammed VI, du prince Moulay Rachid, des princesses Lalla Meryem, Lalla Asmae et Lalla Hasna.

## Trajet entre Khénifra et d'autres villes

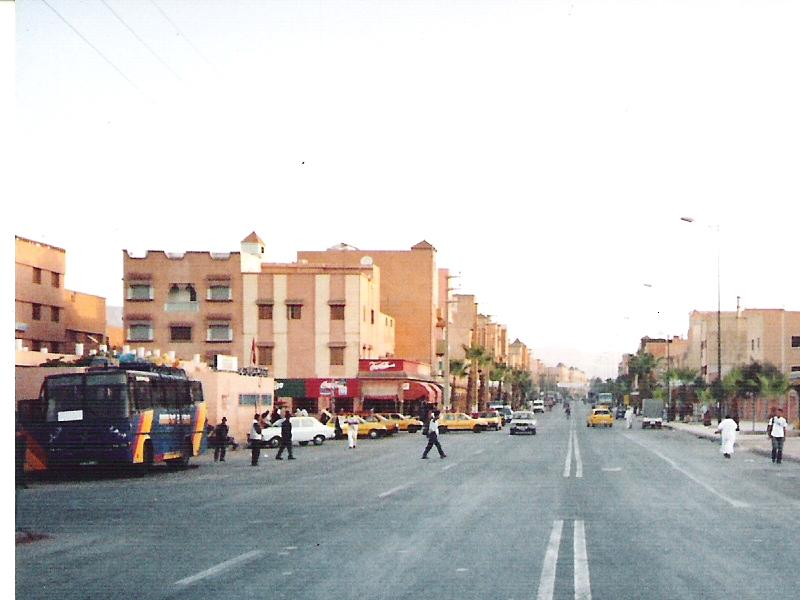
Gare routière.

| Trajet                 | km    |
| ---------------------- | ----- |
| Khénifra - Rabat       | 233   |
| Khénifra - Beni Mellal | 127   |
| Khénifra - Marrakech   | 327   |
| Khénifra - Fès         | 164   |
| Khénifra - Tanger      | 434   |
| Khénifra - Agadir      | 595   |
| Khénifra - Oujda       | 467   |
| Khénifra - Dakhla      | 1 752 |
| Khénifra - Errachidia  | 285   |
| Khénifra - Paris       | 2 421 |
| Khénifra - La Mecque   | 4 645 |

### Galerie de photographies

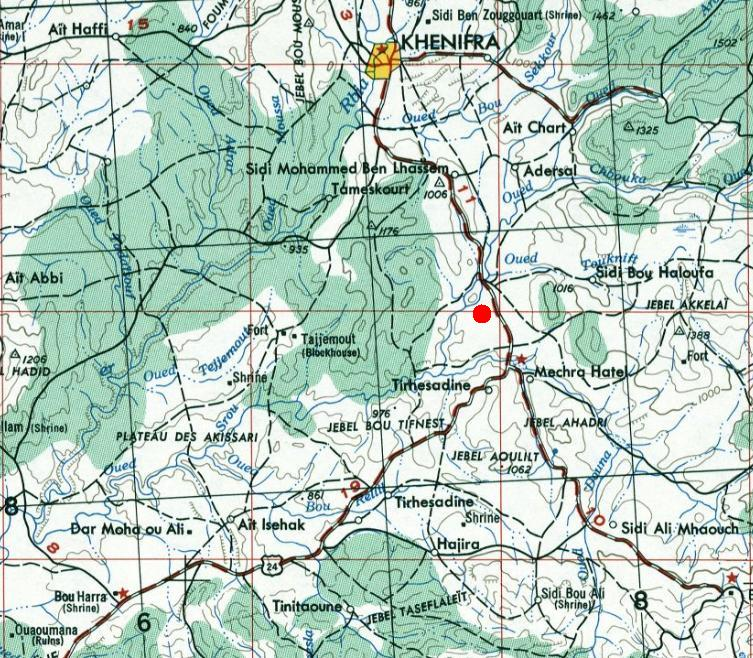
Carte de Khenifra-Elhri.
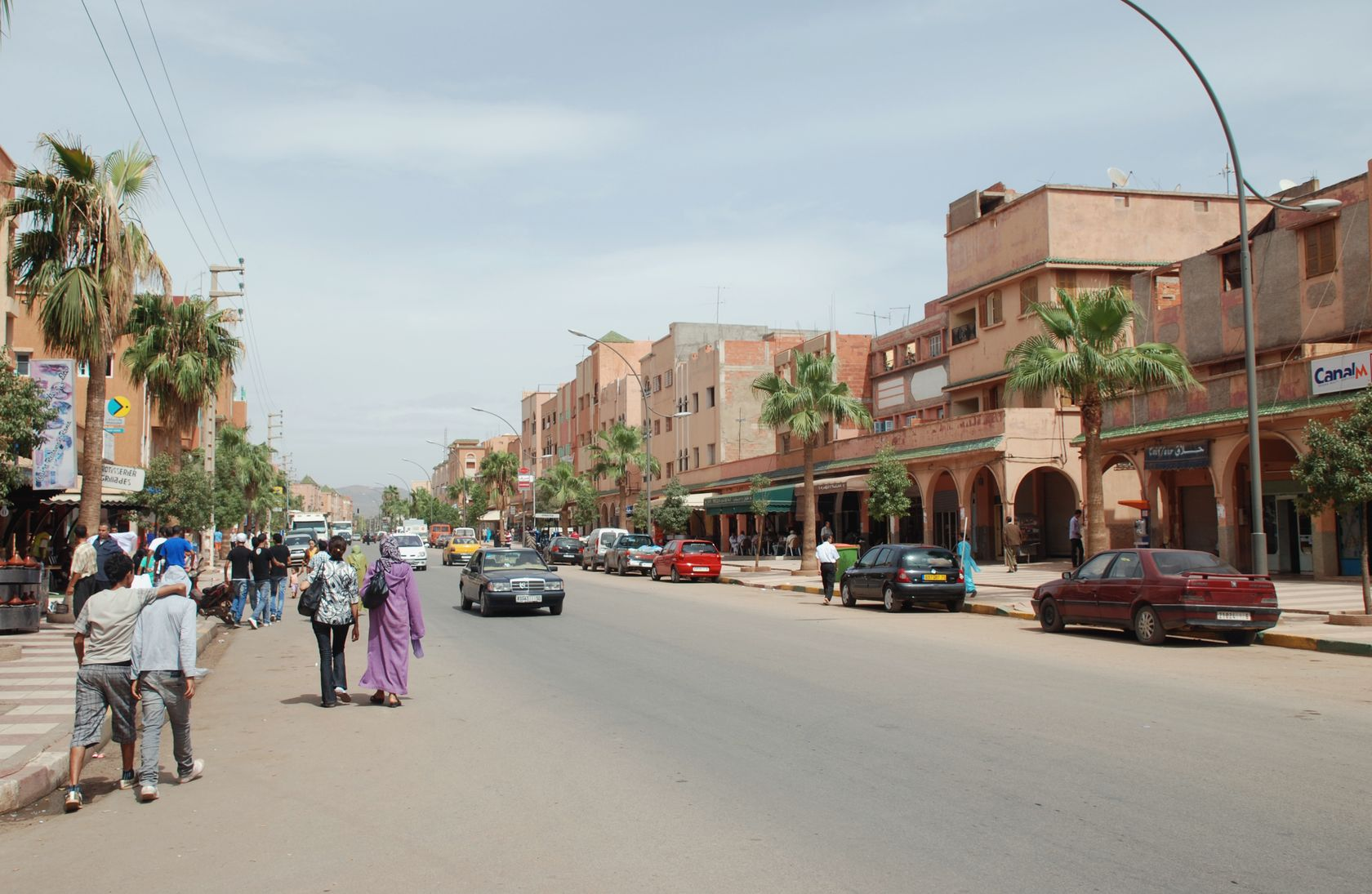
La rue principale.
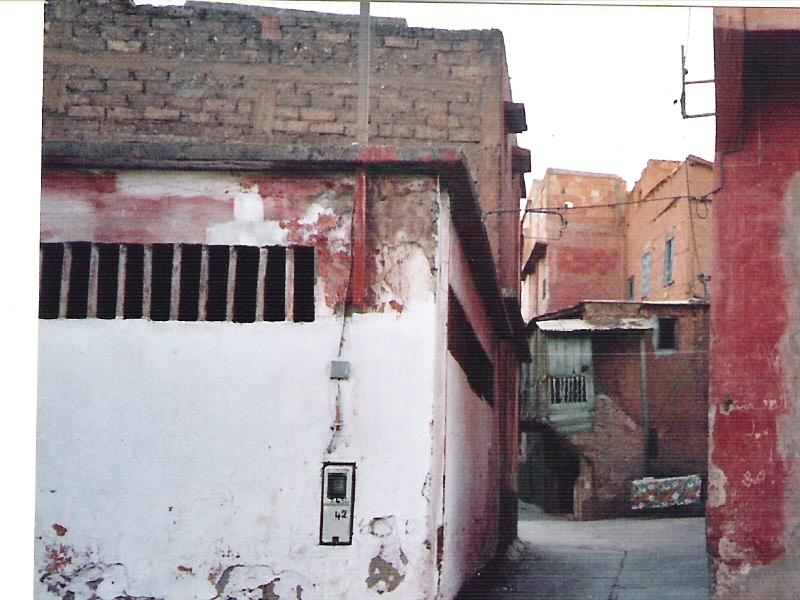
Une ruelle ancienne.
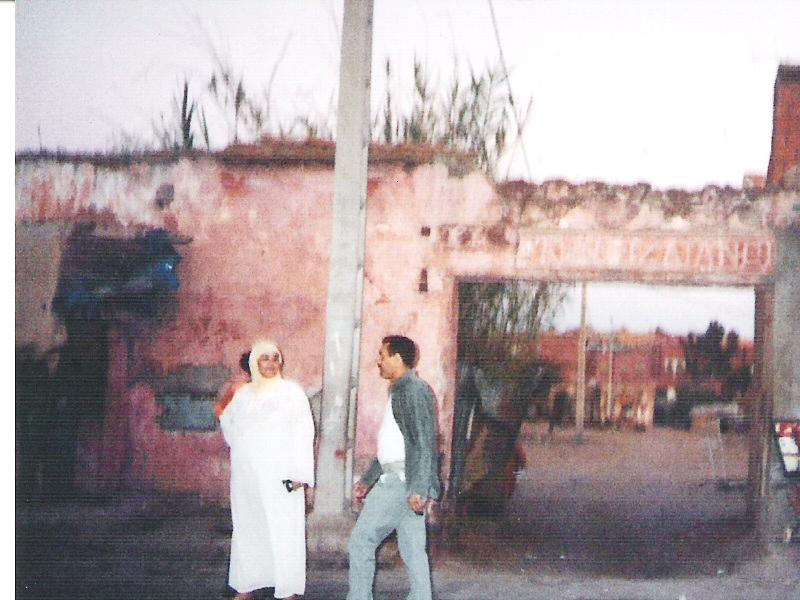
Patrimoine délabré.
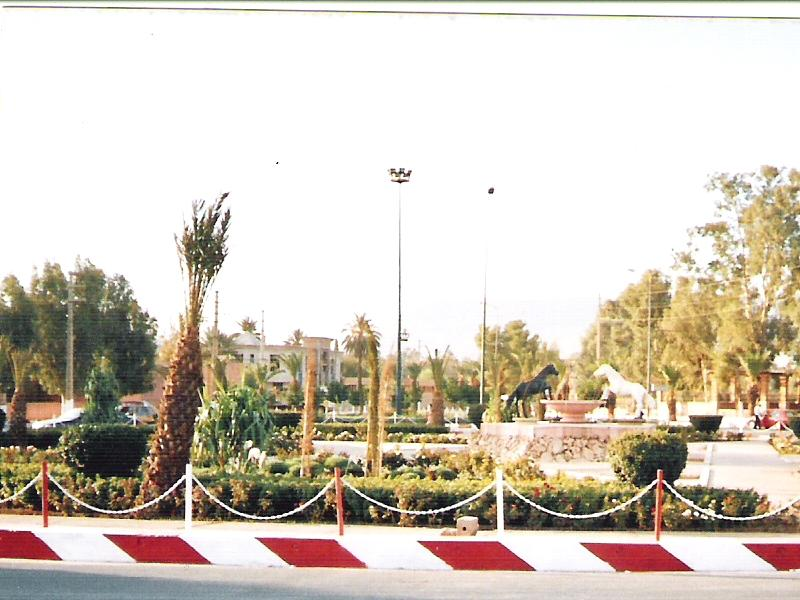
La place d'Azlou.
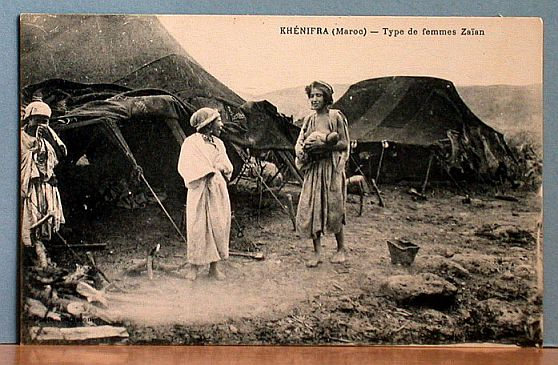
Femme zayane.
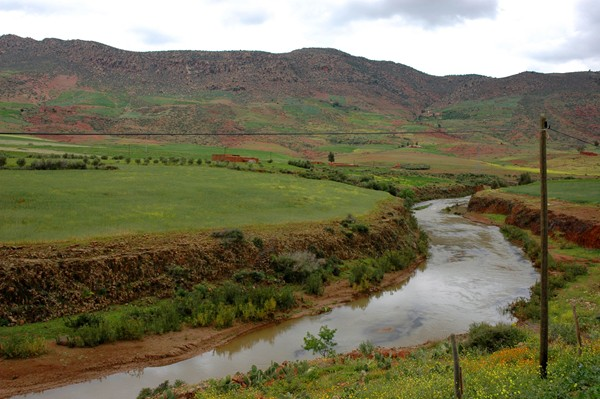
Le fleuve Oum Errabiaa aux alentours de la ville.
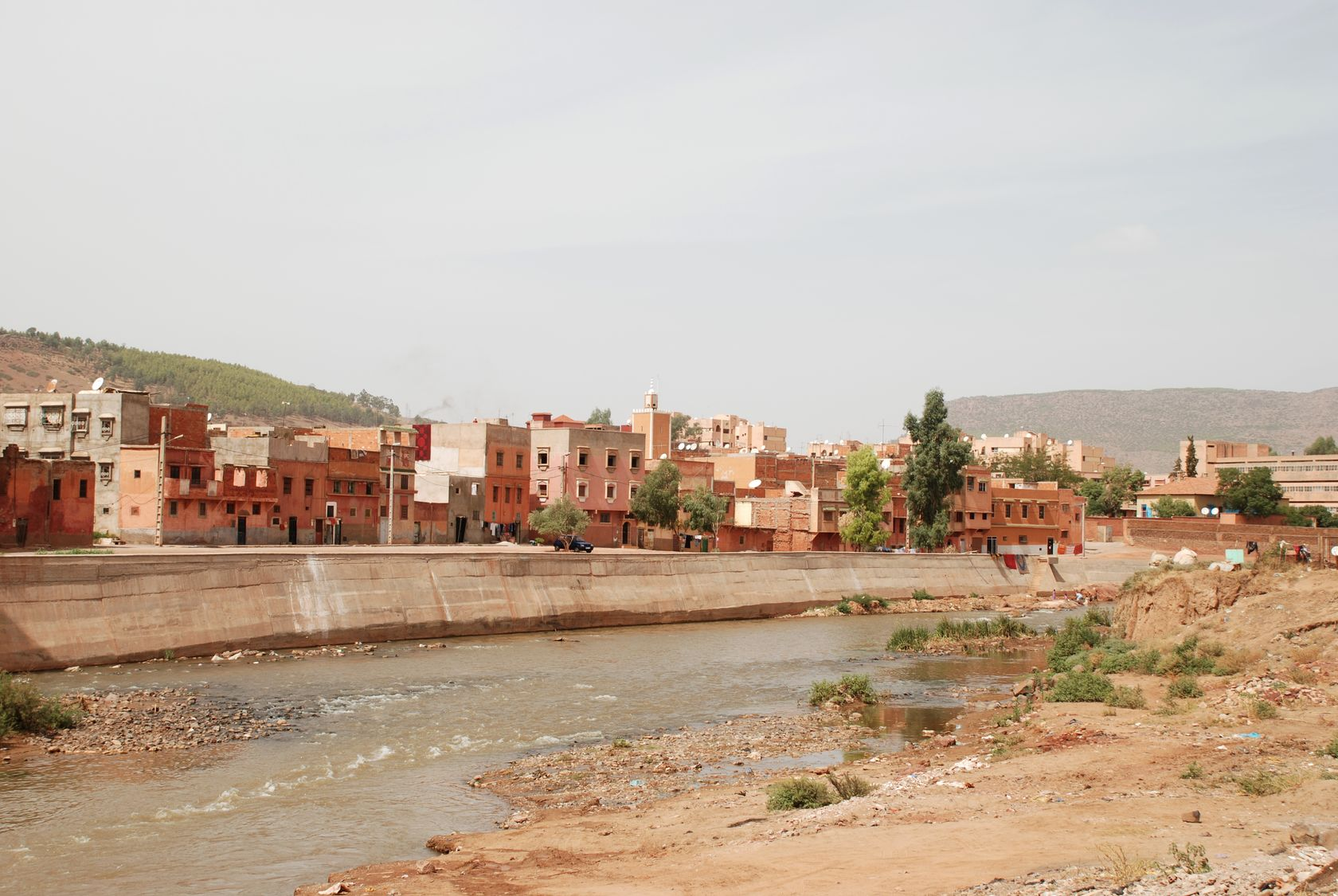
Le fleuve Oum Errabiaa dans Khénifra.
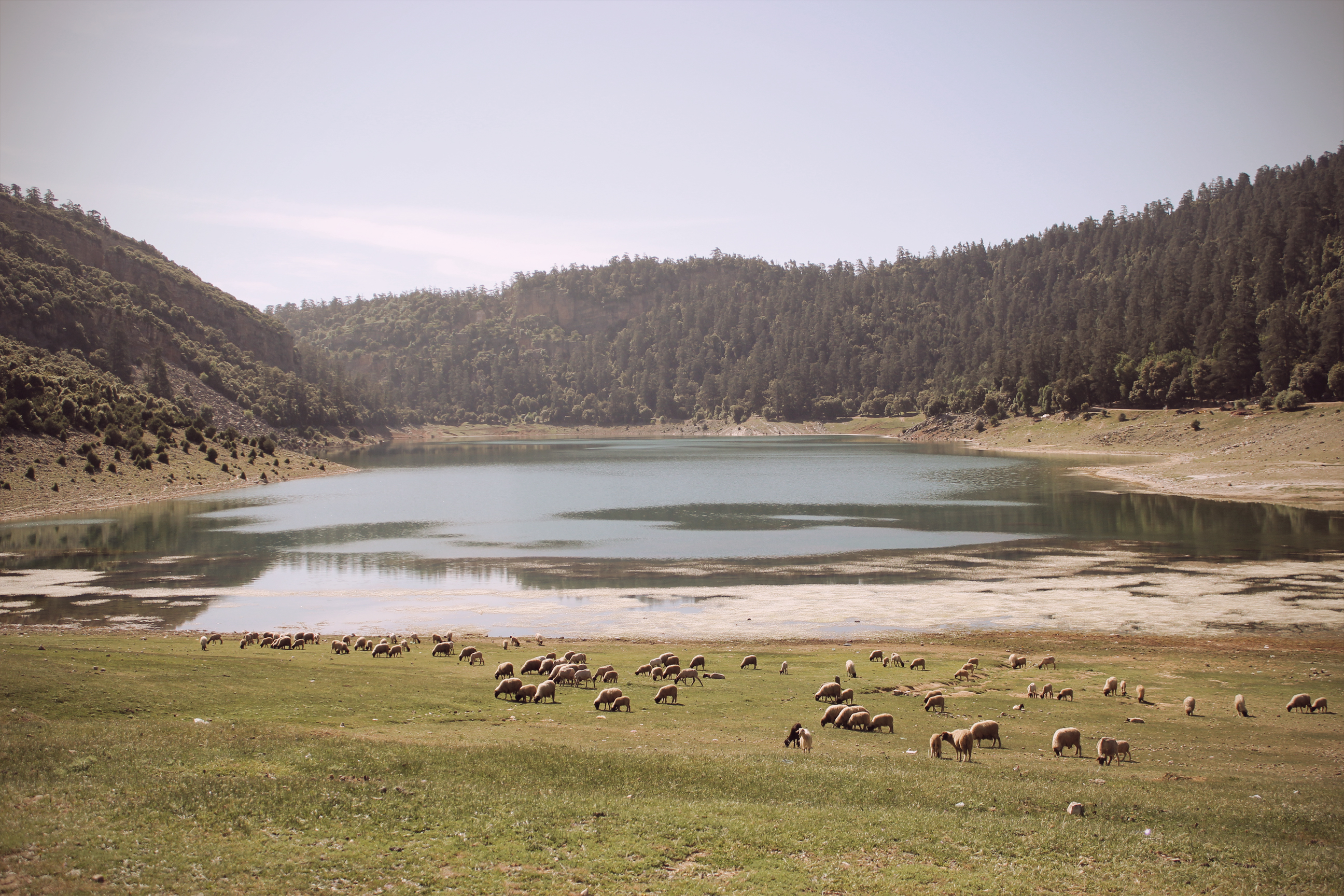
Le plateau Ajdir aux environs de la ville.

### Archives photographiques
- Gallica, Entrée des généraux Lyautey, Baumgarten et Gouraud à Taza, 1914
- Gallica, Déjeuner offert par M. Doumergue à S.M. Sidi Mohammed
- Gallica, Le sultan Mohammed Ben Youssef et son fils Hassan II futur roi du Maroc
- Gallica, M. Lucien Saint, résident au Maroc
- Gallica, Ministre Si Mohammed Torrès, représentant du sultan du Maroc, reproduction d'une photo parue en janvier 1906
- Gallica,  Réception du sultan Mohammed à la mosquée : Portrait du fils du Sultan (Hassan II)